# Dracaena goldieana
Dracaena goldieana là một loài thực vật có hoa trong họ Măng tây. Loài này được W.Bull ex Mast. & Moore mô tả khoa học đầu tiên năm 1872.